# Skrombergaverken

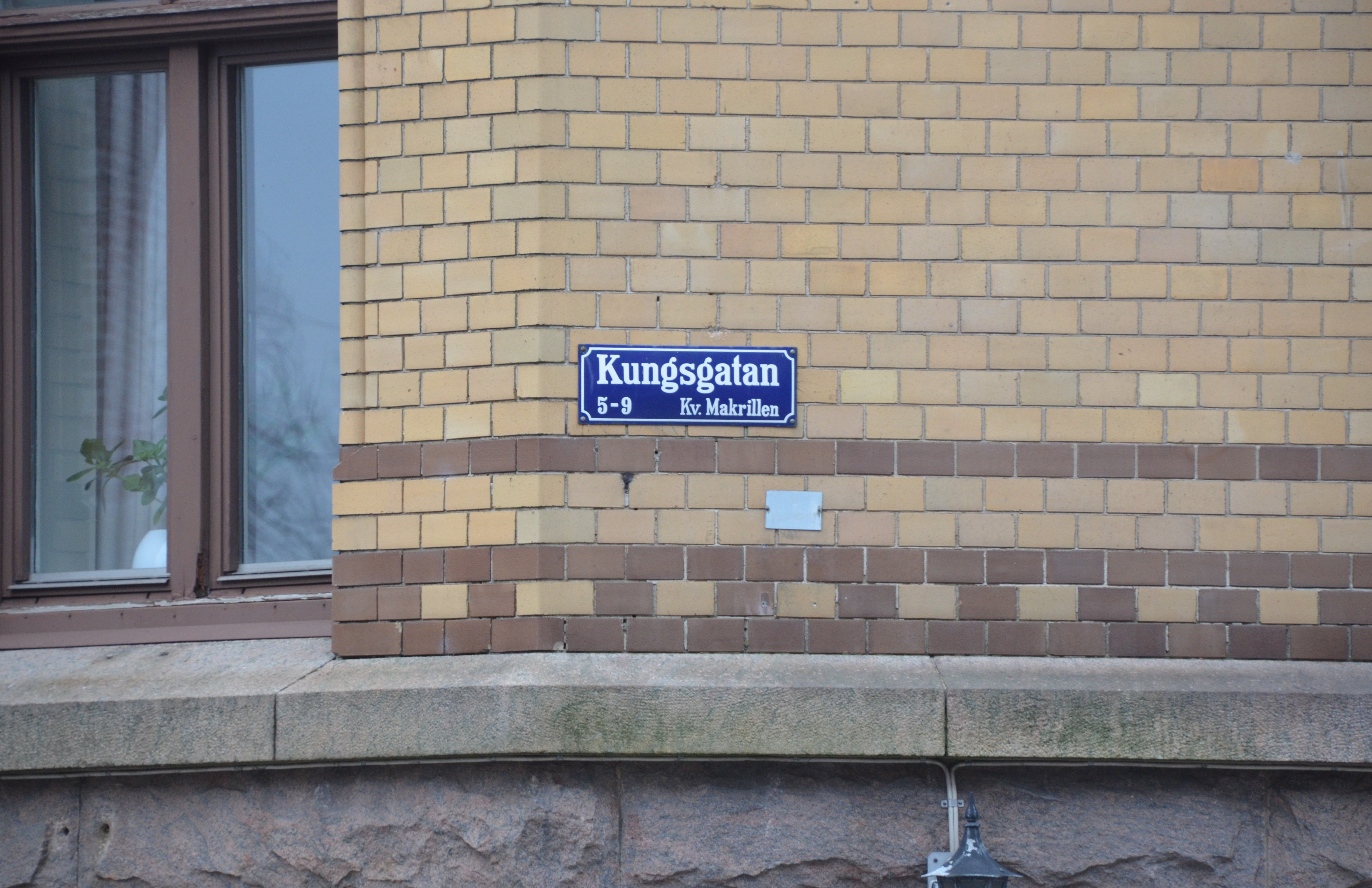
Skrombergategel på byggnad i Östra förstaden i Halmstad, från tidigt 1900-tal

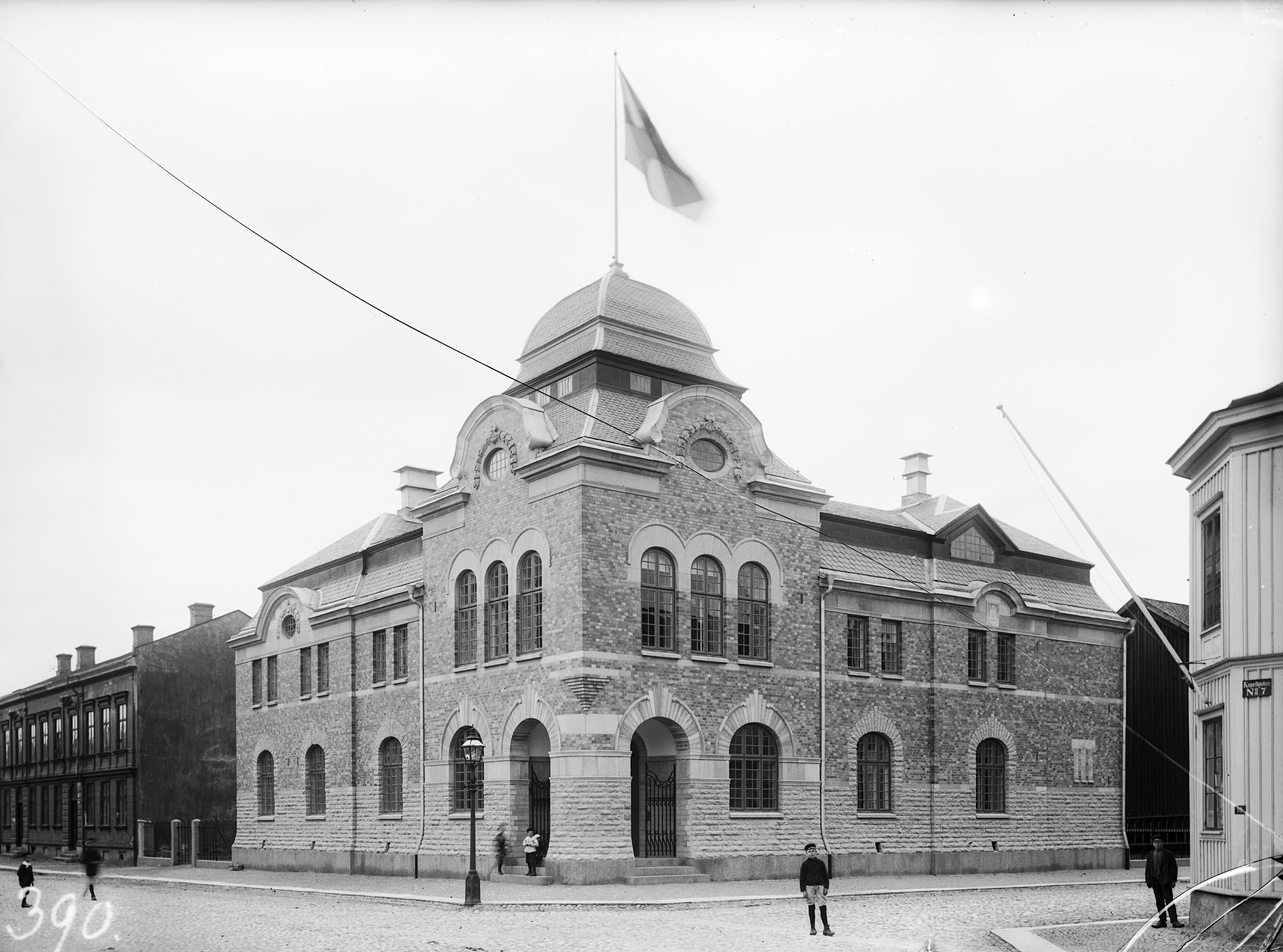
Tveta, Vista och Mo domsagas tingshus i Jönköping, uppfört i gult skrombergategel

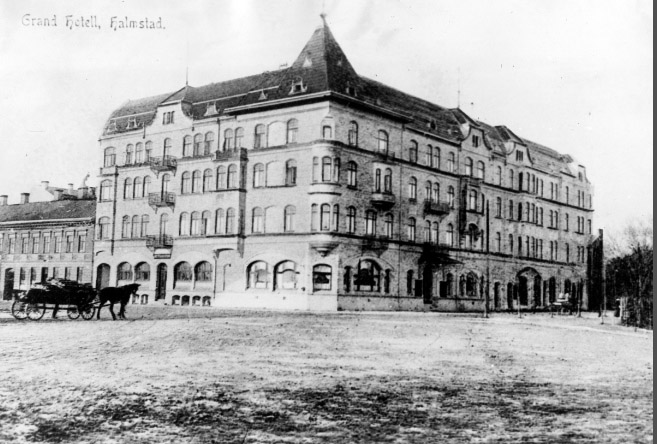
Grand Hotel i Halmstad, uppfört i gult skrombergategel

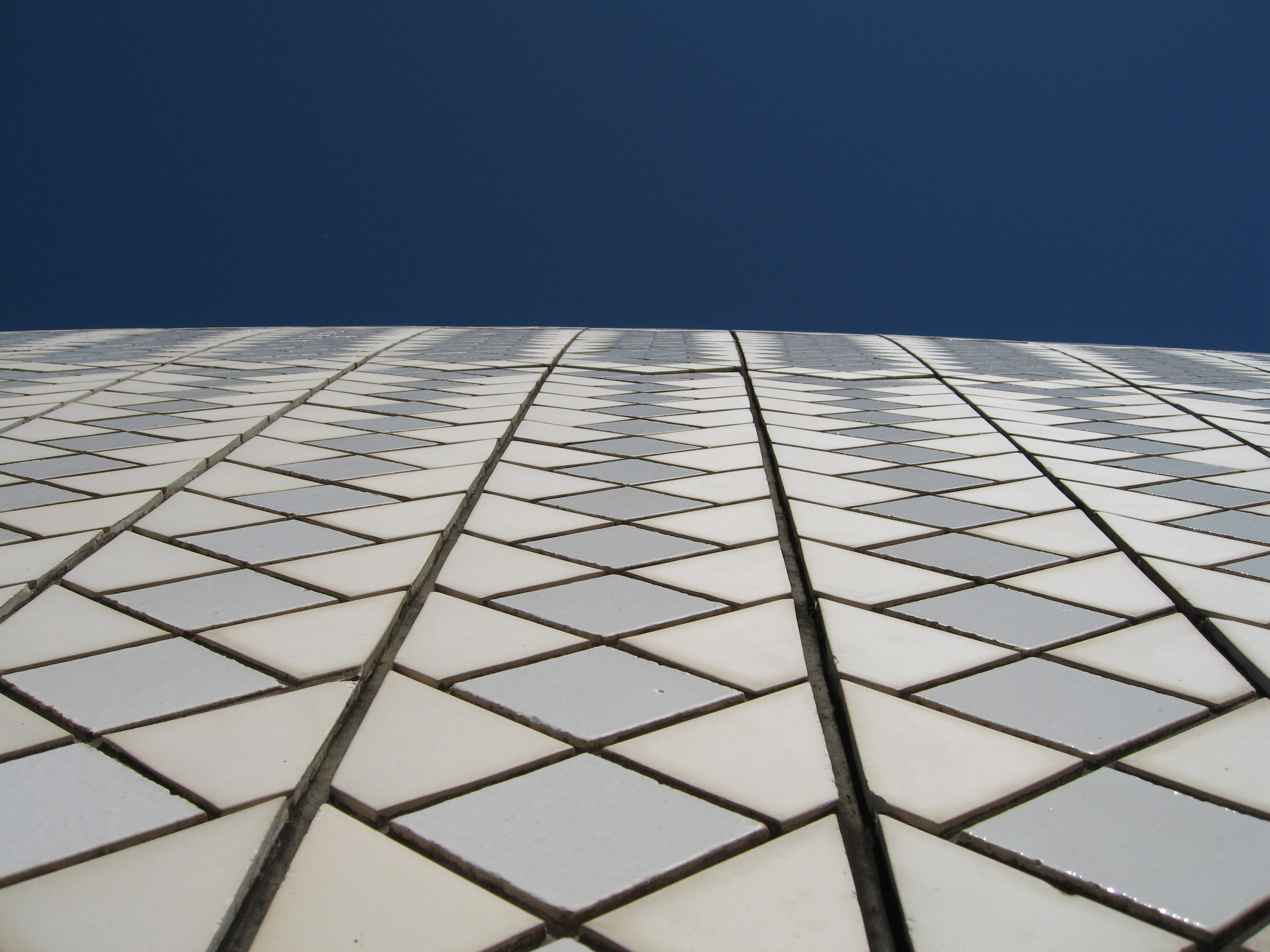
Skrombergaklinker på fasaden av Operahuset i Sydney. Notera blandningen av blanka och matta plattor, som ger en spännande effekt.

Skrombergaverken, ursprungligen Skromberga Stenkols- och Lerindustri AB, var en fabrik för byggkeramik, belägen i Ekeby i Bjuvs kommun. Fabriken är känd som tillverkare av de vita kakelplattor som Operahuset i Sydney är täckt av. Produktionen drevs av CC Höganäs byggkeramik fram till 2008 då verksamheten lades ner. Skrombergaverken var då den sista kvarvarande tillverkaren av kakel och klinker i Sverige.

## Historik
Ägaren till Skromberga gård, C.G. Cöster, fick 1875 tillåtelse att bryta kol på sina marker och 1881 bildade han Skromberga stenkolsgruva genom att flera schakt öppnades i trakten kring Ekeby. Då Cöster så småningom inte längre hade ekonomi att driva gruvan vidare tvingades han sälja denna och Skromberga gård till Nils Persson från Helsingborg. Stenkolen höll inte någon högre kvalitet, men en av biprodukterna till stenkolsbrytningen blev stora mängder lera. För att ta vara på denna resurs anlitades ingenjör Franz Dauman från Berlin, som såg att leran, efter att den fått vittra, var av en mycket tät sort som lämpade sig utmärkt till flera sorters lergods. Dauman och Persson grundade därför 1886 Skromberga Stenkols- och Lerindustri AB. Under Daumans ledning grundades fyra klinkerfabriker, fyra rörfabriker och en fabrik för eldfast tegel. Tegelfabriken kom att specialisera sig på förbländertegel och glaserat tegel och har kommit att användas på ett flertal byggnader i trakten. Förbländerteglet har till exempel använts vid byggena av Folkets hus och Skånes Enskilda Banks byggnad i Helsingborg och Grand Hotel i Halmstad. Det glaserade teglet har använts i Helsingborgs rådhus och Slagthuset i Malmö. Senare började man tillverka trapp- och trottoarsten som dekorerades i dåtidens mönster. Trottoarstenen kan återfinnas dels i städer som Landskrona och Helsingborg, men även i Berlin och Sankt Petersburg. Det mest kända exemplet på användning av företagets klinker är dock Operahuset i Sydney, ritat av danske arkitekten Jørn Utzon. Företaget samarbetade nära med Utzon vid framtagandet av plattorna och en av hans anställda var med vid varje bränning av plattorna för att sortera ut vilka som kunde skickas ner till Sydney. Förutom detta har fabriken levererat klinker till tunnelbanestationer i London och Stockholm, flera byggnadsverk i forna Sovjetunionen, samt till Irak och andra länder i Mellanöstern.
Ytterligare exempel på användning av keramiskt klinker från Skrombergaverken, från modern tid (1991), är den konstnärliga utsmyckningen "Detta är mitt Huddinge" av Acke Oldenburg, beläget i bostadsområdet Myrstugeberget som ritats av arkitekten Ralph Erskine. Acke Oldenburg har även utför utsmyckning i samma material på ett flertal andra platser, bland annat Liljeholmsberget, Tingshustunneln i Huddinge samt en del övriga, mindre omfångsrika, konstnärliga uppdrag också dessa belägna inom Huddinge kommun. 
År 1904 köptes Skrombergaverken av Höganäs-Billesholms AB och 1907 hade verksamheten omkring 1.000 anställda. Fram till 1950-talet fördubblades antalet och Skrombergaverken var en av Sveriges största arbetsplatser med över 2.000 anställda. År 1965 lades gruvdriften ner och leran bröts i Lunnoms dagbrott nordväst om Ekeby. Höganäsbolaget ägde Skrombergaverken fram till 1985 då man sålde det till finländska Partek, eftersom man ville fokusera på sin kärnverksamhet. Partek startade 1990 ett samarbete med det svenska investmentbolaget Proventus och tillsammans skapade man United Tiles. År 1995 köptes United Tiles verksamhet upp av italienska Cisa Cerdisa, som sedan bildade Richettigruppen, vilket företaget CC Höganäs nu är en del av. År 2008 lades produktionen på fabriken ner på grund av minskad efterfrågan på företagets produkter och fabrikens omoderna tillverkningsprocess.

## Produktion
Leran som plattorna tillverkades av var av gulbrännande typ och bröts på somrarna i Lunnoms dagbrott nordväst om Ekeby. Sedan fraktades den till ett utomhusfält, där den fick ligga och vittra i tre år innan den maldes sönder och blandades till rätt konsistens. Vid framställningen kunde sedan krossade plattor från de som kasserats i kvalitetskontrollerna tillsättas för att få fram olika strukturer. Tillverkningen blev sedermera mekaniserad, vilket gjorde att antalet anställda vid produktionen sjönk från 2.000 till 50 år 2008. Det producerades 380 000 kvadratmeter keramiska klinker per år.